# Эриксон, Аннализа
Аннализа Эриксон (швед. Annalisa Ericson, 14 сентября 1913 — 21 апреля 2011) — шведская актриса.

## Биография
Аннализа Эриксон родилась в Стокгольме на острове Юргорден. Свою карьеру начала в балете в 1919 году, исполнив свои первые роли на сцене Королевской оперы в Стокгольме. После ухода из балета в 1930 году она дебютировала в качестве актрисы на театральных сценах Стокгольма в различных пьесах и ревю. В том же году состоялся её дебют на большом экране в одном из шведских немых фильмов. Первого успеха в кино Эриксон достигла в 1932 году, после выхода фильма «Värmlänningarna».
В 1940-х годах она появилась в ряде мюзиклов в компании актёра Нильса Поппе, с которым она исполняла различные акробатические танцы. В 1950-х годах актриса продолжила сниматься в мюзиклах и выступать в ревю, в том числе — выступила в мюзикле Коула Портера «Целуй меня, Кэт» (1951) и, в том же году, появилась в фильме Ингмара Бергмана «Летняя интерлюдия». С началом 1960-х годов Эриксон стала намного реже сниматься в кино, исполнив свою последнюю роль на шведском телевидении в 1993 году в одном из эпизодов сериала «Ищейка».
Аннализа трижды была замужем, в своём втором браке она родила единственного ребёнка — сына Класа фон Сигибадена (г.р. 1943).
Аннализа Эриксон скончалась в Стокгольме 21 апреля 2011 года в возрасте 97 лет.

## Признание
- 2001 — почётная премия «Золотой жук» (2001)